# Ишвара
И́швара (санскр. ईश्वर, IAST: Īśvara — «господь, повелитель») — философская концепция в индуизме, означает «повелитель» или «верховный повелитель», то есть Бог в монотеистическом понимании или иштадевата в монистической философии адвайты. «Ишвара» также используется просто в значении «правитель» или «господин». Термин также употребляется в буддизме, например в имени махаянского бодхисаттвы «Авалокитешвара», для обозначения могущественного, но не всесильного существа.
И́швари — форма женского рода, которая употребляется в отношении женского божества, особенно в шактизме.

## Этимология
Корень слова Ишвара происходит от īś- (ईश, Ish), что означает «способный» и «владелец, правитель, начальник». Вторая часть слова Ишвара — это «vara», что означает, в зависимости от контекста, «лучший, превосходный, красивый», «выбор, желание, благословение, благо, подарок» и «жених, любовник, тот, кто ищет девушку в браке». Составное слово «Ishvara» буквально означает «владелец лучшего, прекрасного», «правитель выбора, благословение, благо» или «ведущий любящего».

## Ишвара в философских школах индуизма
Среди шести систем индийской философии санкхья и миманса не принимают концепции ишвары, тогда как последователи четырёх монотеистических школ — йоги, вайшешики, веданты и ньяи — верят в существование ишвары.
Каждая философская школа в индуизме трактует по-своему понятие ишвара. В адвайта-веданте любое божество может олицетворять понятие ишвара, тогда как в вайшнавизме только один Вишну и его аватары принадлежат к категории всемогущего ишвары.

### Адвайта-веданта
Адвайта утверждает, что, когда человеческое существо медитирует на Брахман, Верховный Вселенский Дух проецируется на ограниченный человеческий ум и проявляется человеку как ишвара. Таким образом, ум проецирует человеческие атрибуты, такие как личность, материнство и отцовство, на Всевышнее Существо. Образно говоря, когда «отражение» Космического Духа падает на зеркало майи (иллюзии), оно ощущается как Верховный Господь.
Хотя проецирование подобных атрибутов на Бога (антропоморфизация бога) может в определённой степени помочь, мириады форм и имён Бога в индуизме являются ни чем иным, как созданными человеком путями для постижения божественного.

### Вишишта-адвайта
В вишишта-адвайте ишвара выступает как Верховный Космический Дух, полностью управляющий вселенной и всеми живыми существами, которые в совокупности являются гигантским «организмом» или «телом» ишвары. Троица ишвары, вселенной и живых существ является Брахманом, который выступает как совокупность бытия. Ишвара — это Парабрахман, наделённый безграничными трансцендентными качествами (кальяна гунами). Ишвара — это совершенный, всезнающий, вездесущий, бестелесный, независимый творец мира, его действующий правитель и в будущем его разрушитель. Он — беспричинный, вечный и неизменный, но в то же самое время он является причиной проявления этого мира. Он вездесущ (как белый цвет в молоке), но в то же самое время независим и трансцендентен (как часовщик независим от сделанных им часов). Он является объектом поклонения, основой моральных принципов и тем, кто даёт плоды кармы. Он управляет миром посредством своей божественной энергии майи.

### Двайта
В согласии с философией двайты, ишвара обладает всеми теми качествами, что и в вишишта-адвайте. Однако, ишвара выступает только как действительная, но не материальная причина вселенной и живых существ. Таким образом, двайта-веданта не разделяет ишвару и Брахмана, и не верит в то, что Брахман не имеет личностных атрибутов, так же как и в то, что ишвара бестелесен. Ишвара выступает как высочайшее проявление истины, и поклонение Богу обязательно основано на вере в Него как всемогущего, но в то же самое время любящего и личностного Существа.
Таким образом, кроме своей веры в абстрактный принцип Брахмана, большинство индуистов ежедневно поклоняется Богу в одной из Его личностных форм, таких как Вишну, Кришна, Шива или Шакти.
Для многих индуистов такое поклонение личностным формам Бога имеет свою практическую сторону: гораздо легче развивать преданность и служить личности, чем какому-то абстрактному принципу (Парабрахман). Соответственно, в священных писаниях индуизма Бог изображается не только как абстрактное понятие или принцип, но и как личность.